# Gran Premio Miguel Indurain 2006
Il Gran Premio Miguel Indurain 2006, cinquantesima edizione della corsa e ottava con questa denominazione, valida come evento dell'UCI Europe Tour 2006 categoria 1.1, si svolse il 1º aprile 2006 su un percorso totale di circa 191 km. Fu vinto dal tedesco Fabian Wegmann che terminò la gara in 4h41'38", alla media di 40,691 km/h.
All'arrivo 125 ciclisti portarono a termine il percorso.

## Ordine d'arrivo (Top 10)
| Pos. | Corridore        | Squadra       | Tempo    |
| ---- | ---------------- | ------------- | -------- |
| 1    | Fabian Wegmann   | Gerolsteiner  | 4h41'38" |
| 2    | Andrea Moletta   | Gerolsteiner  | s.t.     |
| 3    | Andrij Hrivko    | Team Milram   | s.t.     |
| 4    | Stefano Garzelli | Liquigas      | s.t.     |
| 5    | Manuele Mori     | Saunier Duval | s.t.     |
| 6    | Cristian Moreni  | Cofidis       | s.t.     |
| 7    | Aitor Osa        | Liberty Seg.  | s.t.     |
| 8    | Jordi Berenguer  | Massi         | a 6"     |
| 9    | Alberto Contador | Liberty Seg.  | s.t.     |
| 10   | Yon Bru          | Kaiku         | s.t.     |